# 尚德叙
尚德叙（法語：Chein-Dessus，法語發音：[ʃɛ̃ dəsy]）是法国上加龙省的一个市镇，属于圣戈当区。

## 地理
尚德叙（43°1'9"N, 0°53'3"E）面积12.69 平方千米，位于法国奧克西塔尼大區上加龙省，该省份为法国西南部内陆省份，西南端与西班牙接壤，自此顺时针与上比利牛斯省、热尔省、塔恩-加龙省、塔恩省、奥德省和阿列日省接壤。
与尚德叙接壤的市镇（或旧市镇、城区）包括：阿尔巴、阿斯佩、埃斯塔当、埃朗、米亚、蒙塔斯特吕克-德萨利。

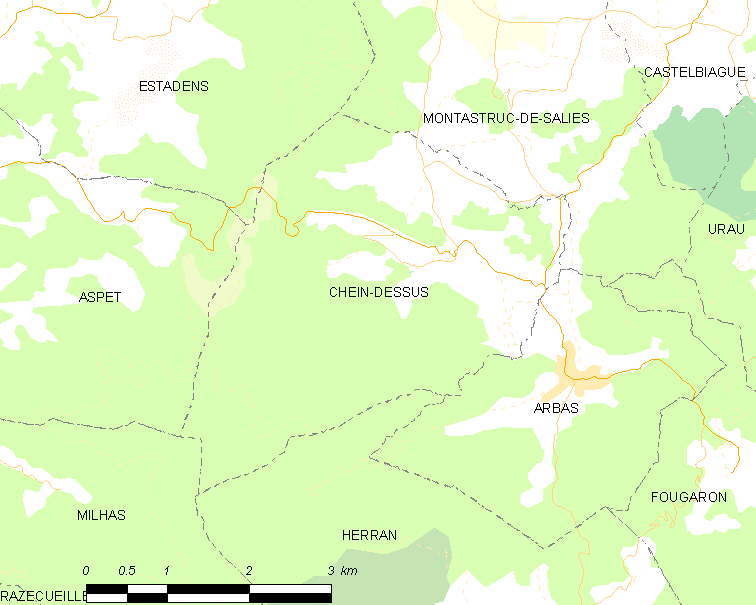
尚德叙的OSM定位图

尚德叙的时区为UTC+01:00、UTC+02:00（夏令时）。

## 行政
尚德叙的邮政编码为31160，INSEE市镇编码为31140。

## 政治
尚德叙所属的省级选区为巴涅尔德吕雄县。

## 人口

1962-2008年间尚德叙人口变化图示

尚德叙于2022年1月1日时的人口数量为207人。